# またたくよる
『またたくよる』は、日本のヴィジュアル系ロックバンドであるメガマソが2007年10月17日にリリースした通算2作目のアルバム（フルアルバム）である。

## 販売形態
- またたくよる 初回限定盤 （スリーブケース、ステッカー、カレンダー付）
- またたくよる 通常盤

## 収録曲
1. 牛乳（mjölk）
  - 作詞・作曲：涼平
2. LIPS
  - 作詞・作曲：涼平
  - 2ndシングル。
3. monoeye old team
  - 作詞・作曲：涼平
  - 曲名はスコットランドのポストロックバンド「モグワイ」のアルバム「Mogwai Young Team」をオマージュしたもの[1]。
4. 雨楽器隊
  - 作詞・作曲：涼平
5. ギムナジウム
  - 作詞・作曲：涼平
6. put a whammy
  - 作詞・作曲：涼平
7. ユキココヤシ
  - 作詞・作曲：涼平
  - 後にアルバム「ﾆｼｭﾀﾘ」が発売された際に涼平はインタビューで「実は僕らが結成2年目にリリースした『またたくよる』に収録されている「ユキココヤシ」という曲も、今回の『ﾆｼｭﾀﾘ』と同じ世界設定を使っていて。その当時から『ﾆｼｭﾀﾘ』の世界観にしたくて、その曲の歌詞カードだけ金属の枠みたいなものを付けて差別化していたんです。[2]」と語っている。
8. a winter's day
  - 作詞・作曲：涼平
  - 曲名の「a winter」は「エイウィンター」と読む[3]。
  - この曲のヴァイオリンパートは涼平の実弟が演奏したものである[4]。
9. めのう
  - 作詞・作曲：涼平
  - 歌詞カード内の曲名は「めのう(舞台めのう初演前夜より当日まで)」となっている。
10. 星降町にて
  - 作詞・作曲：涼平
  - 1stシングル。
11. モダンアンプリファイア
  - 作詞・作曲：涼平
12. Love you so...
  - 作詞・作曲：インザーギ
  - 通常盤のみのボーナス・トラック。